# Linearidade
Linearidade é a propriedade de uma relação matemática ( função ) que pode ser representada graficamente como uma linha reta. A linearidade está intimamente relacionada à proporcionalidade . Os exemplos em física incluem a relação linear de tensão e corrente em um condutor elétrico ( lei de Ohm ) e a relação de massa e peso . Por outro lado, relacionamentos mais complicados são não lineares . 
Generalizada para funções em mais de uma dimensão, linearidade é a propriedade que uma função tem de ser compatível com adição e escalonamento, também chamado de princípio de superposição . 
A palavra linear tem origem no latim linearis, "pertencente a ou semelhante a uma linha". 

## Na matemática
Em matemática, um mapa linear ou função linear f ( x ) é uma função que satisfaz as duas propriedades (princípio de superposição): 
- Aditividade : f(x + y) = f(x) + f(y) .
- Homogeneidade de grau 1: f(αx) = α f(x) para todo α.

Nesta definição, x não é necessariamente um número real, mas pode em geral ser um elemento de qualquer espaço vetorial . Uma definição mais especial de função linear, não coincidindo com a definição de mapa linear, é usada em matemática elementar (veja abaixo). 
Aditividade por si só implica homogeneidade para α racional, uma vez que {\displaystyle f(x+x)=f(x)+f(x)} implica {\displaystyle f(nx)=nf(x)} para qualquer número natural n por indução matemática, e então {\displaystyle nf(x)=f(nx)=f(m{\tfrac {n}{m}}x)=mf({\tfrac {n}{m}}x)} implica {\displaystyle f({\tfrac {n}{m}}x)={\tfrac {n}{m}}f(x)} . A densidade dos números racionais em reais implica que qualquer função contínua aditiva é homogênea para qualquer número real α e, portanto, linear. 
O conceito de linearidade pode ser estendido para operadores lineares. Exemplos importantes de operadores lineares incluem a derivada considerada como um operador diferencial e outros operadores construídos a partir dela, como del e o Laplaciano . Quando uma equação diferencial pode ser expressa na forma linear, geralmente pode ser resolvida dividindo a equação em partes menores, resolvendo cada uma dessas partes em separado e somando as soluções. 
Álgebra linear é o ramo da matemática preocupado com o estudo de vetores, espaços vetoriais (também chamados de 'espaços lineares'), transformações lineares (também chamados de 'mapas lineares') e sistemas de equações lineares. 
Para obter uma descrição das equações lineares e não lineares, consulte equação linear . 

### Polinômios lineares
Em um uso diferente da definição acima, um polinômio de grau 1 é dito ser linear, porque o gráfico de uma função dessa forma é uma linha reta. 
Sobre os reais, uma equação linear é uma das formas: 
{\displaystyle f(x)=mx+b\ }
onde m é freqüentemente chamado de declive ou gradiente (coeficiente linear); b a interceptação y, que fornece o ponto de intersecção entre o gráfico da função e o eixo y . 
Observe que esse uso do termo linear não é o mesmo que na seção acima, porque polinômios lineares sobre os números reais não satisfazem em geral a aditividade ou homogeneidade. Na verdade, eles fazem isso se e somente se b = 0 . Conseqüentemente, se b ≠ 0, a função é freqüentemente chamada de função afim (ver em maior generalidade transformação afim ). 

### Funções booleanas
Na álgebra booleana, uma função linear é uma função {\displaystyle f} para o qual existem {\displaystyle a_{0},a_{1},\ldots ,a_{n}\in \{0,1\}} de tal modo que 
{\displaystyle f(b_{1},\ldots ,b_{n})=a_{0}\oplus (a_{1}\land b_{1})\oplus \cdots \oplus (a_{n}\land b_{n})}, Onde {\displaystyle b_{1},\ldots ,b_{n}\in \{0,1\}.}
Observe que se {\displaystyle a_{0}=1}, a função acima é considerada afim na álgebra linear (ou seja, não linear). 
Uma função booleana é linear se uma das seguintes opções for válida para a tabela verdade da função: 
1. Em cada linha em que o valor verdade da função é T, há um número ímpar de Ts atribuídos aos argumentos, e em cada linha em que a função é F há um número par de Ts atribuídos aos argumentos. Especificamente, f(F, F, ..., F) = F f(F, F, ..., F) = F f(F, F, ..., F) = F, e essas funções correspondem a mapas lineares sobre o espaço vetorial Booleano.
2. Em cada linha em que o valor da função é T, há um número par de Ts atribuídos aos argumentos da função; e em cada linha em que o valor verdade da função é F, há um número ímpar de Ts atribuídos aos argumentos. Nesse caso, f(F, F, ..., F) = T f(F, F, ..., F) = T f(F, F, ..., F) = T

Em outras palavras, cada variável sempre faz diferença no valor de verdade da operação ou nunca faz diferença. 
Negação, Lógica bicondicional, exclusiva ou, tautologia e contradição são funções lineares. 

## Física
Na física, a linearidade é uma propriedade das equações diferenciais que governam muitos sistemas físicos; por exemplo, as equações de Maxwell ou a equação de difusão . 
Linearidade de uma equação diferencial homogênea significa que se duas funções f e g são soluções da equação, então qualquer combinação linear af + bg é, também. 
Na instrumentação, linearidade significa que uma dada mudança em uma variável de entrada dá a mesma mudança na saída do aparelho de medição: isso é altamente desejável em trabalhos científicos. Em geral, os instrumentos são quase lineares em uma determinada faixa e mais úteis nessa faixa. No entanto, os sentidos humanos por sua vez são altamente não lineares: por exemplo, o cérebro ignora completamente a luz que entra, a menos que ela exceda um certo número limite absoluto de fótons. 